# Boeing B-50 Superfortress
Pour les articles homonymes, voir Superfortress et B50.
Le Boeing B-50 Superfortress est un bombardier stratégique américain développé après la Seconde Guerre mondiale par la Boeing Company. Dérivé du quadrimoteur B-29 dont il reprend l'apparence, il intègre plusieurs améliorations par rapport à ce dernier, dont des moteurs plus puissants et une structure renforcée, accroissant ses performances ; le B-50 peut emporter plus de 9 000 kg de bombes dans sa soute et sa vitesse de croisière dépasse les 600 km/h.
Mis en service en 1948 dans la United States Air Force (USAF) nouvellement créée, le B-50 est techniquement dépassé au moment où les avions à réaction arrivent massivement dans les forces aériennes, il est le dernier bombardier à hélices produit par Boeing et le second vecteur de la bombe atomique. Il sera construit à 370 exemplaires et dérivé en plusieurs versions dont les ravitailleurs KB-50 et les RB-50 de reconnaissance ; les derniers appareils sont retirés du service au milieu des années 1960.

## Histoire
En 1945, Boeing remotorise un B-29 avec des Pratt & Whitney R-4360 offrant 60 % de puissance supplémentaire par rapport aux moteurs d'origine. Initialement désignée B-29D, cette nouvelle version est renommée B-50 à la fin de l'année, afin d'augmenter les chances de décrocher une commande malgré la fin de la Seconde Guerre mondiale.
Le premier B-50A (numéro de série 46-002) a volé le 25 juin 1947.
La production en série commence en 1947 et les livraisons pour le nouveau Strategic Air Command de 59 B-50A se font à partir de mi-1948 a janvier 1949, les premiers pour le 43rd Bombardment Wing sur la base aérienne Davis-Monthan. Sept d'entre eux participeront à des essais mais des problèmes de maintenance et techniques ont empêché cette première unité de devenir opérationnelle jusqu'en 1949. Le 60e et dernier exemplaire a été conservé à l'usine pour modification sous le nom de YB-50C, qui était destiné à servir de prototype. pour le Boeing B-54, une version encore améliorée du B-50. 
Entre-temps la dérive est agrandie, l'aile refaite dans un nouvel alliage et un système de dégivrage ajouté sur les bords d'attaque. En 1949, les 57 B-50A en service sont équipés d'un système permettant leur ravitaillement en vol. Parallèlement, la production bascule sur le B-50B qui dispose de nouveaux réservoirs de carburant. Tous les B-50B sont modifiés par la suite en avions de reconnaissance.

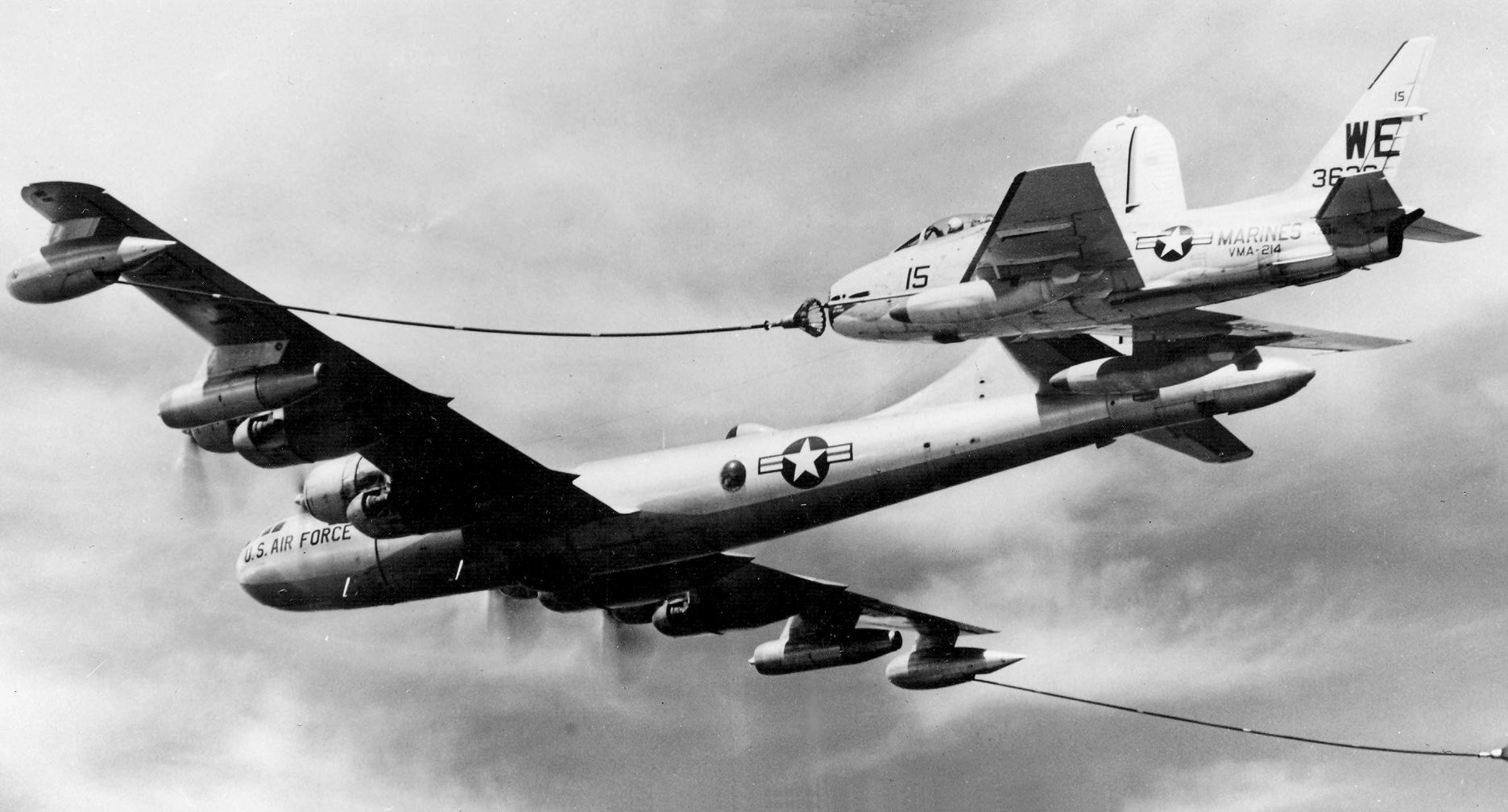
Un KB-50J ravitaille un North American FJ-4B Fury du VMA-214.

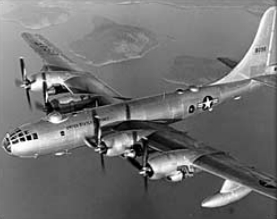
Le B-50 Lucky Lady II est le premier avion à effectuer le tour du monde sans escale.

La version principale est le B-50D, qui fait son premier vol en mai 1949. Il est équipé d'un système de ravitaillement en vol, d'un radar plus performant, et peut emporter 2 réservoirs de carburant sous les ailes. De nombreuses modifications doivent être apportées pour l'adapter aux différents modèles de bombes atomiques qui apparaissent pendant sa période d'activité.
Après leur remplacement par les B-47 Stratojet, les B-50 sont convertis en avions ravitailleurs en 1956, remplaçant les B-29 utilisés précédemment pour cette mission. Afin d'être capables de ravitailler les avions à réaction qui deviennent de plus en plus nombreux, ils sont équipés d'un réacteur General Electric J47 sous chaque aile. Ceci fait passer leur vitesse maximale au-dessus de la barre des 700 km/h, diminuant de 30 % la distance de décollage et de 60 % le temps de montée à l'altitude de ravitaillement.
Les B-50 ravitailleurs commencent à être retirés du service en 1963, certaines versions spéciales du B-50 restant en service quelques années supplémentaires.

## Événements particuliers
En 1949, un B-50A baptisé Lucky Lady II est le premier avion au monde à faire le tour du monde sans escale, grâce à huit ravitaillements en vol successifs assurés par des KB-29M. Au total, le vol dure 94 heures, du 26 février au 2 mars, et couvre une distance de 37 734 km.

## Versions
- B-50A : version initiale (60 exemplaires)
- B-50B : nouveaux réservoirs de carburants, équipement de reconnaissance (40 exemplaires)
- B-50C : jamais construite
- B-50D : version finale avec un nouveau radar (222 exemplaires)
- KB-50 : avion ravitailleur (134 B-50A, B et D convertis)
- KB-50J : ravitailleur avec 2 réacteurs J47 (112 KB-50 convertis)
- KB-50K : ravitailleur avec 2 réacteurs J47 (24 TB-50H convertis)
- RB-50E/F : version de reconnaissance modifiée (14 B-50B convertis). Cette version a été utilisée pour transporter les Bell X.
- TB-50D : version d'entraînement au pilotage (11 B-50D convertis)
- TB-50H : version d'entraînement au système d'arme du B-47 Stratojet (24 exemplaires)
- WB-50D : version d'observation météo (36 B-50D convertis)